# Highland Township (comté de Lewis, Missouri)
Pour les articles homonymes, voir Highland Township.
Highland Township est un ancien township, situé dans le comté de Lewis, dans le Missouri, aux États-Unis,.
Le township est fondé en 1838.

### Source de la traduction
- (en) Cet article est partiellement ou en totalité issu de l’article de Wikipédia en anglais intitulé « Highland Township, Lewis County, Missouri » (voir la liste des auteurs).